# لوول توماس
لوول توماس (انگلیسی: Lowell Thomas؛ ۶ آوریل ۱۸۹۲ – ۲۹ اوت ۱۹۸۱) یک نویسنده، مجری تلویزیون اهل ایالات متحده آمریکا بود. او در ترویج سیستم سینه‌راما نقش داشت.
از فیلم‌ها یا برنامه‌های تلویزیونی که وی در آن نقش داشته‌است می‌توان به این سینه‌راما است، چشمان بزرگ اشاره کرد.
وی همچنین برندهٔ جوایزی همچون جایزه پیبادی و نشان افتخار آزادی رئیس‌جمهوری شده‌است.